# Live in Boston (Fleetwood Mac)
Live in Boston è un video del gruppo rock anglo-americano Fleetwood Mac. Venne pubblicato in DVD nel 2004. Contiene il concerto live registrato a Boston durante il tour dell'album Say You Will, uscito nel 2003. Con il DVD è presente anche un CD omonimo con alcuni brani tratti dallo stesso concerto.

## Tracce

### Tracce DVD
DVD 1
1. "The Chain" (Buckingham, Fleetwood, McVie, McVie, Nicks) -
2. "Dreams" (Nicks)
3. "Eyes of the World" (Buckingham)
4. "Peacekeeper" (Buckingham)
5. "Second Hand News" (Buckingham)
6. "Say You Will" (Nicks)
7. "Never Going Back Again" (Buckingham)
8. "Rhiannon" (Nicks)
9. "Come" (Buckingham)
10. "Gypsy" (Nicks)
11. "Big Love" (Buckingham)
12. "Landslide" (Nicks)

DVD 2
1. "Say Goodbye" (Buckingham)
2. "What's the World Coming To" (Buckingham)
3. "Beautiful Child" (Nicks)
4. "Gold Dust Woman" (Nicks)
5. "I'm So Afraid" (Buckingham)
6. "Silver Springs" (Nicks)
7. "Tusk" (Buckingham)
8. "Stand Back" (Nicks)
9. "Go Your Own Way" (Buckingham)
10. "World Turning" (Buckingham, McVie)
11. "Don't Stop" (McVie)
12. "Goodbye Baby" (Nicks)

### Tracce CD
1. "Eyes of the World"
2. "Dreams"
3. "Rhiannon"
4. "Come"
5. "Big Love"
6. "Landslide"
7. "Silver Springs"
8. "I'm So Afraid"
9. "Stand Back"
10. "Go Your Own Way"

## Formazione
- Mick Fleetwood: batteria
- John McVie: basso
- Stevie Nicks: voce
- Lindsey Buckingham: voce, chitarra

- Jana Anderson: voce
- Sharon Celani: voce
- Neale Heywood: voce, chitarra
- Taku Hirano: percussioni
- Steve Rinkov: batteria addizionale
- Carlos Rios: chitarra
- Brett Tuggle: tastiere, chitarra, voce